# 사회교환이론
사회 교환 이론(Social exchange theory)은 위험과 이익을 결정하기 위해 비용 편익 분석(cost–benefit analysis, CBA)을 구현하는 두 당사자의 상호 작용에서 사회적 행동을 연구하는 사회학적 및 심리학적 이론이다. 이 이론은 또한 경제적 함수 관계를 포함하고있다. 비용-편익 분석은 각 당사자가 다른 당사자가 평가하는 가치를 보유할 때 발생한다.

## 사회적 교환 이론
사회적 교환 이론은 이러한 상호관계에 기반하는 관계에서 사회적 교환은 점원이 계산기앞에서 고객과 단어를 교환하는 것처럼 간단한 상황에서 뿐만아니라 낭만적인 관계, 우정, 직업적 관계 및 일시적인 관계에서 발생한다고 제안한다. 사회 교환 이론은 관계에 많은 노력이나 돈을 투자하고 보답하지 않는 경우와 같이 관계의 비용이 보상보다 높으면 관계가 종료되거나 포기될 수 있다고 설명한다.

## 같이 보기
- 사회비교이론
- 정교화 가능성 모델
- 상호이타주의